# Південно-Східна Асмара
Південно-Східна Асмара — міський район міста Асмара зоби (провінції) Маекел, що в Еритреї.